# گریشکوفکا
گریشکوفکا (به لاتین: Grishkovka) یک منطقهٔ مسکونی در روسیه است که در سرزمین آلتای واقع شده‌است.